# MTV Unplugged – Live aus dem Hotel Atlantic
MTV Unplugged – Live aus dem Hotel Atlantic ist ein Livealbum des deutschen Musikers Udo Lindenberg, das im September 2011 erschien.

## Entstehung und Veröffentlichung
Die Erstveröffentlichung von MTV Unplugged – Live aus dem Hotel Atlantic erfolgte am 16. September 2011 bei Starwatch Entertainment. Das Album erschien in seiner Standardausführung als CD mit 13 Titeln (Katalognummer: 505249879512). Am gleichen Tag erschien eine sogenannte „Doppelzimmer Edition“ mit Bonus-CD, die insgesamt 24 Titel umfasst (Katalognummer: 505249879022). Am 4. November 2011 erschien die sogenannte „Präsidentensuite-Edition“, die um ein Videoalbum ergänzt wurde (Katalognummer: 505249895982). Am 13. Juni 2014 erschien das Album erstmals als LP-Ausführung (Katalognummer: 505419619991).
Das Album wurde am 3. Juni 2011 in der Hamburger Kampnagelfabrik in der Halle K6 vor etwa 300 Zuschauern aufgenommen. Zuvor gab es zwei „Warm-Up-Shows“ und eine Generalprobe. Der Name „Live aus dem Hotel Atlantic“ weist auf Lindenbergs bevorzugte Residenz in Hamburg hin. Gäste waren bei dem Konzert unter anderem Clueso, Jan Delay, Martin Tingvall, Stefan Raab, Nathalie Dorra und Inga Humpe. Andreas Herbig, Henrik Menzel und Peter Seifert verantworteten musikalische Leitung, Arrangement und Produktion von Udo Lindenbergs Videoalbum MTV Unplugged – Live aus dem Hotel Atlantic.

## Titelliste

### Einzelzimmer-Edition
1. Cello 4:46 feat. Clueso
2. Mein Ding 5:09
3. Gegen die Strömung 3:55 feat. Jennifer Weist
4. Leider nur ein Vakuum 4:24
5. No Future 5:58 feat. Max Herre
6. Good Life City 3:23 feat. Alina Süggeler & Andi Weizel
7. Ich lieb dich überhaupt nicht mehr 5:23
8. Ein Herz kann man nicht reparieren 4:42 feat. Inga Humpe
9. Das Leben 4:33 feat. Martin Tingvall
10. Jonny Controlletti 3:20 feat. Stefan Raab
11. Reeperbahn 2011 (What it’s like) 4:28 feat. Jan Delay
12. Horizont 6:16
13. Goodbye Sailor 5:09

### Doppelzimmer-Edition
1. Die Bühne ist angerichtet 4:12
2. Mein Ding 5:10
3. Er wollte nach London 4:19
4. Gegen die Strömung 3:56 feat. Jennifer Weist
5. No Future 5:58 feat. Max Herre
6. Leider nur ein Vakuum 4:24
7. Good Life City 3:23 feat. Alina Süggeler & Andi Weizel
8. Ich lieb dich überhaupt nicht mehr 5:23
9. Wozu sind Kriege da 4:44 feat. Coole Elbstreicher & Juri Voutta
10. Ein Herz kann man nicht reparieren 4:43 feat. Inga Humpe
11. Das Leben 4:34 feat. Martin Tingvall
12. 0-Rhesus-Negativ 3:38
13. Was hat die Zeit mit uns gemacht 5:12 feat. Nathalie Dorra
14. Reeperbahn 2011 (What it’s like) 4:29 feat. Jan Delay
15. Jonny Controlletti 3:18 feat. Stefan Raab
16. Honky Tonky Show 4:53 feat. Stefan Raab
17. Bis ans Ende der Welt 2:43
18. Cello 4:46 feat. Clueso
19. Unterm Säufermond 5:21
20. Horizont 6:16
21. Candy Jane 6:07 feat. Panikorchester
22. Alles klar auf der Andrea Doria 3:04 feat. Panikorchester
23. Goodbye Sailor 5:09
24. Ich schwöre 5:11

## Rezensionen
CD-Bewertungen.de gab dem Album acht von zehn Sternen. Die Kritikerin lobte „herzliche Umarmungen und tolle Duette, Schlagzeug-Einlagen von Stefan Raab oder Jam-Sessions mit dem Panikorchester. Die Atmosphäre ist toll und die Begeisterung des Publikums überträgt sich nahezu spielend.“ Kritisiert wurden die „harten Cuts“ zwischen den einzelnen Songs.

## Kommerzieller Erfolg

### Chartplatzierungen
| ChartsChartplatzierungen | Höchstplatzierung | Wochen |
| ------------------------ | ----------------- | ------ |
| Deutschland (GfK)        | 1 (122 Wo.)       | 122    |
| Österreich (Ö3)          | 6 (12 Wo.)        | 12     |
| Schweiz (IFPI)           | 6 (17 Wo.)        | 17     |

| ChartsJahrescharts (2011) | Platzierung |
| ------------------------- | ----------- |
| Deutschland (GfK)         | 2           |

| ChartsJahrescharts (2012) | Platzierung |
| ------------------------- | ----------- |
| Deutschland (GfK)         | 7           |

| ChartsJahrescharts (2013) | Platzierung |
| ------------------------- | ----------- |
| Deutschland (GfK)         | 79          |

### Auszeichnungen für Musikverkäufe
Das Album wurde alleine in Deutschland über 1,1 Millionen Mal verkauft, womit es zu den meistverkauften Musikalben des Landes der 2010er-Jahre zählt. Das dazugehörige Videoalbum verkaufte sich über 200.000 in Deutschland und zählt damit zu den meistverkauften Videoalben des Landes.
| Land/Region        | Auszeichnungen für Musikverkäufe (Land/Region, Auszeichnung, Verkäufe) | Verkäufe  |
| ------------------ | ---------------------------------------------------------------------- | --------- |
| Deutschland (BVMI) | 11× Gold                                                               | 1.100.000 |
| Insgesamt          | 1× Gold · 5× Platin ·                                                  | 1.100.000 |